# 井尻站
井尻站（日语：／ Ijiri eki */?）是位於福岡縣福岡市南區井尻五丁目，西日本鐵道（西鐵）的天神大牟田線車站。車站編號為T06。

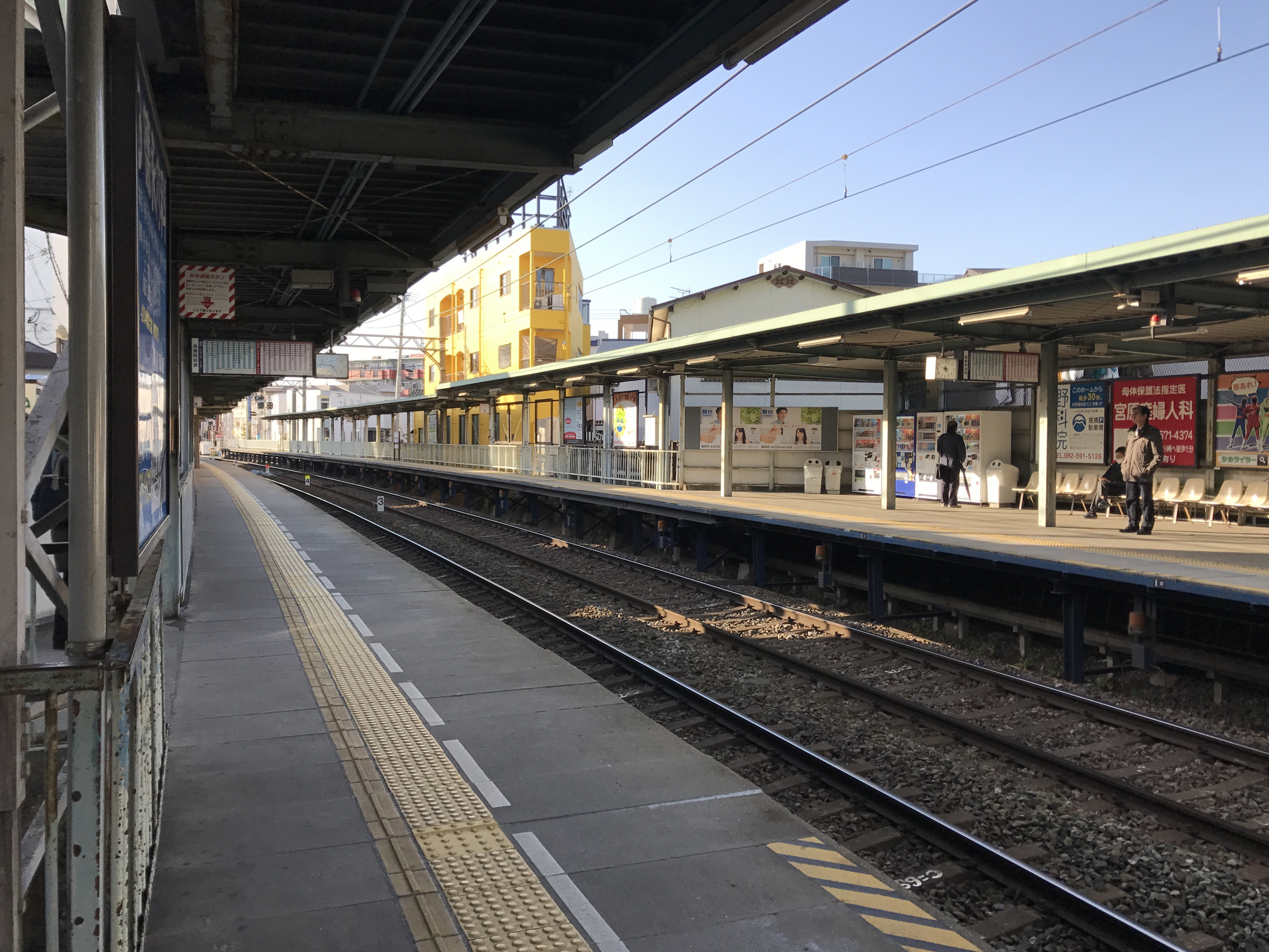
月台（2017年3月）

## 歷史
- 1924年（大正13年）4月12日 - 車站啟用。
- 1959年（昭和34年） - 車站大樓全面翻新。
- 1967年（昭和42年）3月 - 設置跨線橋。
- 1995年（平成7年） - 車站大樓全面翻新。
- 2008年（平成20年）5月18日 - 此站開始可以使用IC卡nimoca。
- 2016年（平成28年） - 設置站內候車室
- 2017年（平成29年）2月1日 - 此站引入車站編號[1]。

## 車站構造
車站是一座地面車站，設有2面2線的相對式月台。站內靠近大牟田一端設有車站大樓。上下行月台各設有一座車站大樓，月台上設有跨線橋。

### 月台
| 月台 | 路線          | 上下行 | 方向                               |
| ---- | ------------- | ------ | ---------------------------------- |
| 1    | ■天神大牟田線 | 下行   | 二日市、太宰府、久留米、大牟田方向 |
| 2    | ■天神大牟田線 | 上行   | 福岡（天神）方向                   |

## 利用狀況
在2019年度，1日平均上下車人次為23,881人。在西鐵車站中排名第5位，在2015年度前排名第6。在2016年度超越特急停車站西鐵二日市站，上升一位。
另外，在2017年8月26日，鄰站大橋站升級至特急停車站後。此站在沒有特急停車的車站中，此站最多人使用。
以下為各年度1日平均乘車和上下車人次列表。
| 年度   | 1日平均 乘車人次 | 1日平均 上下車人次 |
| ------ | ---------------- | ------------------ |
| 1996年 | 13,934           | 27,548             |
| 1997年 | 13,838           | 27,334             |
| 1998年 | 13,230           | 26,082             |
| 1999年 | 12,713           | 25,055             |
| 2000年 | 12.395           | 24,403             |
| 2001年 | 12,101           | 23,778             |
| 2002年 | 11,814           | 23,164             |
| 2003年 | 11,724           | 22,955             |
| 2004年 | 11.162           | 21,929             |
| 2005年 | 10,956           | 21,855             |
| 2006年 | 10,992           | 22,049             |
| 2007年 | 10,970           | 21,952             |
| 2008年 | 10.890           | 21,879             |
| 2009年 | 10,562           | 21,240             |
| 2010年 | 10,430           | 21,010             |
| 2011年 | 10,156           | 20,433             |
| 2012年 | 10,162           | 20,477             |
| 2013年 | 10,397           | 20,969             |
| 2014年 | 10,340           | 20,757             |
| 2015年 | 10,410           | 21,520             |
| 2016年 | 10,978           | 22,033             |
| 2017年 | 11,323           | 22,749             |
| 2018年 | 11,599           | 23,315             |
| 2019年 |                  | 23,881             |

## 車站周邊
車站靠近大牟田一方設有福岡縣道505號板付牛頸筑紫野線的平交道。車站周邊設有商店街和住宅區。而車站鄰近九州旅客鐵道（JR九州）鹿兒島本線和西鐵天神大牟田線的相交處（相交處位於東南方800米處），在車站東邊約500米處設有JR九州笹原站，使此站是西鐵天神大牟田線和鹿兒島本線之間少數可步行轉乘。
由於井尻站周邊沿線都是住宅區，為了高架化而需要工程用地，加上沒有道路可讓大型工程車輛駛入，而大橋站至井尻站之間需穿過九州新幹線（博多南線），因此該路段較難高架化。
- 笹原站 - 東邊約500米。
- 福岡井尻郵局 - 南邊約80米。
- 香蘭女子短期大學 - 西邊約1公里。
- 精華女子短期大學 - 東南約1.5公里。
- 本行院 - 東南方約500米。
- 平原寶滿神社 - 東南方約500米。

## 巴士路線
西鐵巴士於站前設有巴士站。由於車站最接近福岡女學院大學、高等學校，此站設有巴士路線前往福岡女學院。因此，上學時段有許多學生使用。周邊較多大學、短大、專門學校等文教地區。截至2020年3月21日，設有下列巴士路線停靠。路線由竹下營業所管理。
井尻站（平交道）巴士站（天神、博多站方向只可下車）
- ■ 45
  - 井尻站→笹原站入口→諸岡→弓田町→山王一丁目→博多站

- ■ 46-1
  - 井尻站→宮竹小學西→五十川→竹下→春住町→博多站→運河東大廈前→天神→市民會館南出口→博多埠頭

井尻站前巴士站（兩方向可乘車）
- ■■ 45

-   - 井尻站前→井尻站→笹原站入口→諸岡→弓田町→山王一丁目→博多站
  - 井尻站前→井尻六角→御陵→須玖→（→福岡女學院→）→昇町→小倉→南福岡站→雜餉隈車廠

- ■ 45-1

-   - 井尻站前→井尻六角→福岡德洲會醫院→須玖→福岡女學院→昇町→小倉→南福岡站→雜餉隈車庫

- ■■ 46-1

-   - 井尻站前→井尻站→宮竹小學西→五十川→竹下→春住町→博多站→運河東大廈前→天神→市民會館南出口→博多埠頭
  - 井尻站前→井尻六角→精華女子短大前→南福岡站→雜餉隈車廠
  - 井尻站前→井尻六角→福岡德洲會醫院

## 相鄰車站
西日本鐵道
■天神大牟田線
■特急、■急行
通過
■普通
大橋（T05）－井尻（T06）－雜餉隈（T07）

## 注腳
1. ↑   (PDF). 西日本鐵道. 2017-01-24  [2017年3月20日]. （原始内容 (PDF)存档于2020-07-28） （日语）.
2. ↑  . 西日本鉄道株式会社.   [2021-01-14]. （原始内容存档于2021-01-29） （日语）.
3. ↑  福岡市統計書 （運輸・通信） 私鐵各站上下車人次

## 外部連結
- 井尻站（西鐵沿線web） （页面存档备份，存于）（日語）